# San Miguel Tulancingo
San Miguel Tulancingo là một đô thị thuộc bang Oaxaca, México. Năm 2005, dân số của đô thị này là 336 người.